# Toynbee Glacier
Toynbee Glacier är en glaciär i Antarktis. Den ligger i Västantarktis. Argentina, Chile och Storbritannien gör anspråk på området. Toynbee Glacier ligger 774 meter över havet.
Terrängen runt Toynbee Glacier är varierad. Trakten är obefolkad. Det finns inga samhällen i närheten.